# Тюгурюк (река)
Тюгурюк (уст. Аксаз) (алт. Тогорик) — река в России, протекает в Республике Алтай. Устье реки находится в 24 км по левому берегу реки Кокса. Длина реки составляет 62 км, площадь водосборного бассейна 812 км².
На реке стоит Тюгурюк — посёлок в Усть-Коксинском районе.

## Притоки
- 9 км: Малый Карыгем
- 16 км: Большой Карыгем
- 29 км: Большая Булухта
- 33 км: Маргала

## Данные водного реестра
По данным государственного водного реестра России относится к Верхнеобскому бассейновому округу, водохозяйственный участок реки — Катунь, речной подбассейн реки — Бия и Катунь. Речной бассейн реки — (Верхняя) Обь до впадения Иртыша.